# North Uist

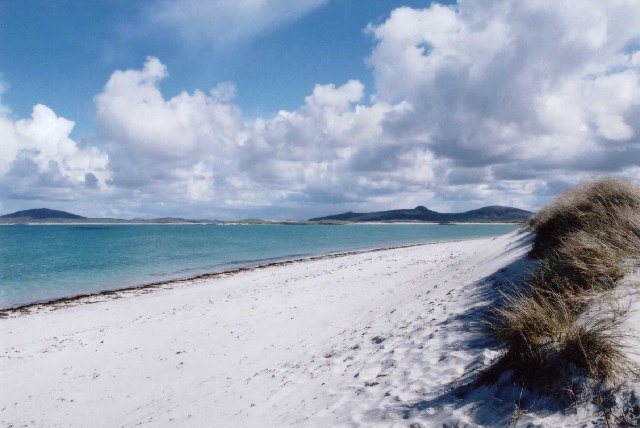
Plage de l'île de North Uist.

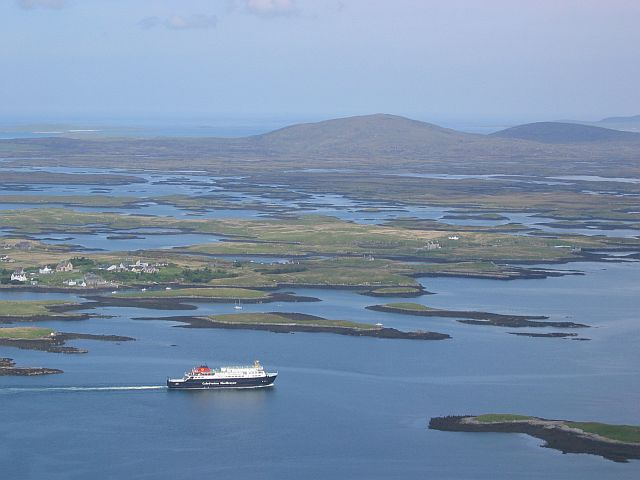
Vue aérienne d'une partie de North Uist avec un ferry quittant Lochmaddy.

North Uist (en gaélique écossais : Uibhist a Tuath) est une île appartenant aux Hébrides extérieures en Écosse. Sa population est de 1 271 habitants d'après le recensement de 2001. Elle est reliée par une chaussée surélevée à Benbecula via Grimsay, à Berneray, et à Baleshare.  À l'exception du sud-est, l'île est très plate, plus de sa moitié étant submergée.

## Géographie
Le principal village de l'île est Lochmaddy, un port de pêche.  De celui-ci on peut rejoindre en ferry Uig sur l'île de Skye, et Leverburgh sur Harris en partant d'Otternish.
Les autres villages sont Carinish, Port nan Long et Scolpaig, où l'on trouve une folie du XIXe siècle : la Scolpaig Tower (en).
North Uist possède des sites préhistoriques comme le tumulus de Barpa Langass, le cercle de pierres de Pobull Fhinn et les mégalithes de Fir Bhreige (en).
L'île est aussi réputée pour son avifaune avec des râles des genêts, des sternes arctiques, des fous de Bassan, bruants proyers et des puffins des Anglais.